# Puntius yuensis
Puntius yuensis és una espècie de peix de la família dels ciprínids i de l'ordre dels cipriniformes que es troba a l'Índia.